# Балде, Элвеш
Э́лвеш Ума́р Балде́ (порт. Elves Umar Baldé; родился 2 октября 1999 года в Бисау, Гвинея-Бисау) — португальский и гвинейский футболист, вингер клуба «Фаренсе» и сборной Гвинеи-Бисау.

## Клубная карьера
Балде — воспитанник лиссабонского «Спортига». 14 августа 2016 года в матче против ковильянского «Спортинга» он дебютировал в Сегунда лиге за дублирующий состав.

## Международная карьера
В 2018 году в юношеской сборной Португалии Балде стал победителем юношеского чемпионата Европы в Финляндии. На турнире он сыграл в матче против команды Норвегии.

## Достижения
Международные
 Португалия (до 19)
- Юношеский чемпионат Европы — 2018